# Eleições estaduais no Espírito Santo em 1994
As eleições estaduais no Espírito Santo em 1994 ocorreram em 3 de outubro como parte das eleições gerais no Distrito Federal e em 26 estados. Foram eleitos o governador Vitor Buaiz, o vice-governador Renato Casagrande e os senadores Gerson Camata e José Ignácio Ferreira, além de 10 deputados federais e 30 estaduais. Como nenhum candidato a governador obteve a maioria dos votos válidos, houve um segundo turno em 15 de novembro e conforme a Constituição de 1988 e a Lei nº. 8.713, a posse ocorreria em 1º de janeiro de 1995 para um mandato de quatro anos.
Médico formado na Universidade Federal do Espírito Santo em 1967, Vitor Buaiz nasceu em Vitória, é especialista em clínica médica na Universidade Federal do Rio de Janeiro e em gastroenterologia pela Associação Médica Brasileira. Em decorrência de suas atividades junto à Secretaria estadual de Saúde, ao corpo administrativo do Porto de Vitória e aos órgãos precursores do Instituto Nacional do Seguro Social, lançou-se à atividade sindical durante a década de 1970, seja como secretário-geral da Associação dos Médicos ou primeiro presidente do Sindicato dos Médicos do Espírito Santo, cargo que deixou em 1981 quando já era professor da Universidade Federal do Espírito Santo. Filiado ao PT desde a fundação do mesmo em 1980, foi vice-presidente da Associação Nacional dos Médicos. Derrotado na eleição para deputado federal em 1982 e para prefeito da capital capixaba em 1985, reverteu esses infortúnios ao conquistar um lugar na Câmara dos Deputados em 1986 e a prefeitura de Vitória em 1988, quando já havia subscrito a nova Constituição promulgada naquele ano. Candidato ao Palácio Anchieta em 1994, contou com o apoio do casal Camata e dividiu com Cristovam Buarque, eleito no Distrito Federal, a condição de primeiro governador petista do Brasil.
Natural de Castelo, Renato Casagrande formou-se engenheiro florestal na Universidade Federal de Viçosa e advogado na Faculdade de Direito de Cachoeiro de Itapemirim ao longo dos anos 1980 e anos 1990, respectivamente. Nesse interregno militou no então clandestino PCdoB até ingressar no PMDB em 1983 e um ano depois foi nomeado secretário municipal de Obras e Serviços Públicos de Castelo na gestão do prefeito Paulo Galvão. Membro do PSB desde 1987, foi eleito deputado estadual em 1990 e vice-governador capixaba em 1994.

## Resultado da eleição para governador

### Primeiro turno
Conforme os arquivos da Justiça Eleitoral foram apurados 1.063.553 votos nominais.
| Candidatos a governador do estado | Candidatos a vice-governador | Número | Coligação                                                 | Votação | Percentual |
| --------------------------------- | ---------------------------- | ------ | --------------------------------------------------------- | ------- | ---------- |
| Vitor Buaiz PT                    | Renato Casagrande PSB        | 13     | Frente de Unidade Popular pela Cidadania (PT, PSB, PCdoB) | 495.948 | 46,63%     |
| Cabo Camata PSD                   | Délio Parrini Iglesias PRN   | 41     | União Social Trabalhista (PSD, PRN, PTB, PTRB, PTdoB)     | 290.677 | 27,33%     |
| Max Mauro PMN                     | Manuel Lobo PL               | 33     | Resistência Popular (PMN, PL, PPS, PRP, PSC)              | 139.262 | 13,10%     |
| Rose de Freitas PSDB              | Patrick Fraga PDT            | 45     | Frente Ética Capixaba (PSDB, PDT, PFL, PPR, PP, PV)       | 137.666 | 12,94%     |
| Fontes:                           |                              |        |                                                           |         |            |

### Segundo turno
Conforme os arquivos da Justiça Eleitoral foram apurados 1.206.584 votos nominais.
| Candidatos a governador do estado | Candidatos a vice-governador | Número | Coligação                                                 | Votação | Percentual |
| --------------------------------- | ---------------------------- | ------ | --------------------------------------------------------- | ------- | ---------- |
| Vitor Buaiz PT                    | Renato Casagrande PSB        | 13     | Frente de Unidade Popular pela Cidadania (PT, PSB, PCdoB) | 669.533 | 55,49%     |
| Cabo Camata PSD                   | Délio Parrini Iglesias PRN   | 41     | União Social Trabalhista (PSD, PRN, PTB, PTRB, PTdoB)     | 537.051 | 44,51%     |
| Fontes:                           |                              |        |                                                           |         |            |

## Biografia dos senadores eleitos

### Gerson Camata
Nascido em Castelo, o jornalista Gerson Camata apresentava o Ronda da Cidade na Rádio Cidade de Vitória, emissora pertencente aos Diários Associados. Filiado à ARENA, elegeu-se vereador em Vitória em 1966. Graduado em Economia pela Universidade Federal do Espírito Santo em 1969, venceu as eleições para deputado estadual em 1970 e deputado federal em 1974 e 1978. Quando o presidente João Figueiredo extinguiu o bipartidarismo, ingressou no PMDB sendo eleito governador do Espírito Santo em 1982, numa campanha onde conquistou o apoio de dissidentes do PDS sob o comando de Elcio Alvares. Renunciou ao Palácio Anchieta e foi eleito senador em 1986. Durante o mandato assinou a Carta Magna de 1988 e votou pela condenação do presidente na sessão que julgou o processo de impeachment de Fernando Collor em 29 de dezembro de 1992 sendo reeleito senador em 1994.

### José Ignácio Ferreira
Advogado nascido em Vitória e graduado na Universidade Federal do Espírito Santo, o professor José Ignácio Ferreira foi promotor de justiça em diferentes cidades capixabas. Em 1962 foi eleito vereador em sua cidade natal e após a vitória do Regime Militar de 1964 foi eleito deputado estadual via MDB em 1966. Cassado pelo Ato Institucional Número Cinco em 13 de março de 1969, teve os direitos políticos suspensos por dez anos e ao fim desse período o escolheram presidente da seccional capixaba da Ordem dos Advogados do Brasil. Em 1982 conquistou um mandato de senador por uma sublegenda do PMDB e no exercício do mandato votou em Tancredo Neves no Colégio Eleitoral em 1985.< Presidente da CPI da Corrupção que investigou o Governo Sarney, esteve entre os fundadores do PSDB e militou no partido até aceitar o convite para liderar o Governo Collor, quando ingressou no PST e perdeu a disputa pelo governo capixaba em 1990. No ano seguinte assumiu a presidência da Telebrás. Ao voltar ao PSDB conquistou um novo mandato de senador em 1994.

## Suplente efetivado

### Ricardo Santos
Nascido em Vila Velha, o engenheiro agrônomo Ricardo Santos é formado pela Universidade Federal de Viçosa com pós-graduação em Economia na Universidade de São Paulo. Eleito primeiro suplente do senador José Ignácio Ferreira em 1994, foi efetivado após a eleição do titular para o governo estadual em 1998, quando estava filiado ao PSDB.

## Resultado da eleição para senador
Conforme os arquivos da Justiça Eleitoral foram apurados 1.743.512 votos nominais.
| Candidatos a senador da República | Candidatos a suplente de senador                                         | Número | Coligação                                                 | Votação | Percentual |
| --------------------------------- | ------------------------------------------------------------------------ | ------ | --------------------------------------------------------- | ------- | ---------- |
| Gerson Camata PMDB                | Luiz Pastore PMDB José Luiz de Souza PMDB                                | 152    | PMDB (sem coligação)                                      | 521.124 | 29,89%     |
| José Ignácio Ferreira PSDB        | Ricardo Santos PSDB Luzia Alves Toledo PSDB                              | 452    | Frente Ética Capixaba (PSDB, PDT, PFL, PPR, PP, PV)       | 458.976 | 26,32%     |
| Hélio Vasconcelos PT              | Gildo Ribeiro da Silva PCdoB Eunice Calazans PSB                         | 132    | Frente da Unidade Popular pela Cidadania (PT, PSB, PCdoB) | 223.689 | 12,83%     |
| Márcia Machado PSB                | Magno Pires da Silva PT Eugenia Lúcia de Anchieta PSB                    | 402    | Frente da Unidade Popular pela Cidadania (PT, PSB, PCdoB) | 147.771 | 8,48%      |
| Jones dos Santos Neves Filho PL   | José Esmeraldo de Freitas PL Jarbas Ribeiro de Assis Jr. PMN             | 222    | Resistência Popular (PMN, PL, PPS, PRP, PSC)              | 145.504 | 8,34%      |
| Eurico Resende PPR                | Setembrino Idwaldo Netto Pelissari PPR Paulo Roberto da Costa Mattos PFL | 112    | Frente Ética Capixaba (PSDB, PDT, PFL, PPR, PP, PV)       | 108.206 | 6,21%      |
| Douglas Puppin PTB                | Márcio Antonio Calmon PTB Rita de Cássia Matos Soares PTB                | 143    | União Social Trabalhista (PSD, PRN, PTB, PTRB, PTdoB)     | 68.990  | 3,96%      |
| Dailson Laranja PMDB              | Sinvaldo Moreira Santos PMDB Romário Vanderlei de Almeida PMDB           | 153    | PMDB (sem coligação)                                      | 37.884  | 2,17%      |
| Antônio Carlos Alvarenga PSD      | Walter Martins de Oliveira PSD Elizete Nunes de Jesus PRN                | 412    | União Social Trabalhista (PSD, PRN, PTB, PTRB, PTdoB)     | 31.368  | 1,80%      |
| Fontes:                           |                                                                          |        |                                                           |         |            |

## Deputados federais eleitos
São relacionados os candidatos eleitos com informações complementares da Câmara dos Deputados.

Representação eleita
  PMDB: 3
  PSDB: 2
  PDT: 2
  PTB: 1
  PSB: 1
  PT: 1

| Número  | Deputados federais eleitos | Partido | Votação | Percentual | Cidade onde nasceu      | Unidade federativa |
| 1519    | Rita Camata                | PMDB    | 74.146  | 8,98%      | Venda Nova do Imigrante | Espírito Santo     |
| 1415    | Theodorico Ferraço         | PTB     | 56.753  | 6,88%      | Cachoeiro de Itapemirim | Espírito Santo     |
| 4545    | Jorge Anders               | PSDB    | 48.866  | 5,92%      | Vila Velha              | Espírito Santo     |
| 4004    | Adelson Salvador           | PSB     | 26.242  | 3,18%      | Colatina                | Espírito Santo     |
| 1213    | Luiz Durão                 | PDT     | 24.738  | 3,00%      | Linhares                | Espírito Santo     |
| 1555    | Roberto Valadão            | PMDB    | 24.074  | 2,92%      | Colatina                | Espírito Santo     |
| 4522    | Feu Rosa                   | PSDB    | 24.023  | 2,91%      | Vitória                 | Espírito Santo     |
| 1511    | Nilton Baiano              | PMDB    | 22.824  | 2,77%      | Itabuna                 | Bahia              |
| 1291    | Luiz Buaiz                 | PDT     | 22.782  | 2,76%      | Vitória                 | Espírito Santo     |
| 1320    | João Coser                 | PT      | 21.365  | 2,59%      | Santa Teresa            | Espírito Santo     |
| Fontes: |                            |         |         |            |                         |                    |

## Deputados estaduais eleitos
Estavam em jogo 30 cadeiras na Assembleia Legislativa do Espírito Santo.

Representação eleita
  PTB: 5
  PPR: 4
  PSDB: 4
  PT: 4
  PMDB: 4
  PDT: 3
  PSB: 2
  PFL: 2
  PMN: 1
  PL: 1

Fonteː
| Número  | Deputados estaduais eleitos | Partido | Votação | Percentual | Cidade onde nasceu      | Unidade federativa |
| 11190   | Marcos Madureira            | PPR     | 22.404  | 2,25%      | Cachoeiro de Itapemirim | Espírito Santo     |
| 40180   | Carlos Alberto Lyrio        | PSB     | 15.397  | 1,55%      | São Mateus              | Espírito Santo     |
| 45299   | Antário Teodoro Filho       | PSDB    | 14.340  | 1,44%      | Vitória                 | Espírito Santo     |
| 14222   | Juca Gama                   | PTB     | 14.080  | 1,41%      | São Mateus              | Espírito Santo     |
| 12130   | Sérgio Vidigal              | PDT     | 13.203  | 1,33%      | Vitória                 | Espírito Santo     |
| 45110   | Paulo Sergio Borges         | PSDB    | 13.045  | 1,31%      | Vila Velha              | Espírito Santo     |
| 33133   | Max Mauro Filho             | PMN     | 12.669  | 1,27%      | Vila Velha              | Espírito Santo     |
| 11120   | Nilton Gomes                | PPR     | 12.576  | 1,26%      | Serra                   | Espírito Santo     |
| 14220   | Ricardo Ferraço             | PTB     | 12.223  | 1,23%      | Cachoeiro de Itapemirim | Espírito Santo     |
| 12244   | Jair de Oliveira            | PTB     | 12.031  | 1,21%      | Campo do Meio           | Minas Gerais       |
| 13113   | Cláudio Vereza              | PT      | 12.022  | 1,21%      | Aimorés                 | Minas Gerais       |
| 14245   | Magno Malta                 | PTB     | 10.997  | 1,10%      | Macarani                | Bahia              |
| 11101   | José Ramos Furtado          | PPR     | 10.915  | 1,10%      | Alegre                  | Espírito Santo     |
| 11113   | Lourival Berger             | PPR     | 10.832  | 1,09%      | Santa Maria de Jetibá   | Espírito Santo     |
| 25121   | José Carlos Gratz           | PFL     | 10.249  | 1,03%      | Ibiraçu                 | Espírito Santo     |
| 12179   | Enivaldo dos Anjos          | PDT     | 10.044  | 1,01%      | Barra de São Francisco  | Espírito Santo     |
| 12122   | Moacyr Carone Assad         | PDT     | 9.594   | 0,96%      | Anchieta                | Espírito Santo     |
| 45177   | Lelo Coimbra                | PSDB    | 9.476   | 0,95%      | Vitória                 | Espírito Santo     |
| 14200   | Gilson Gomes                | PTB     | 9.390   | 0,94%      | Afonso Cláudio          | Espírito Santo     |
| 15117   | Marcelino Fraga             | PMDB    | 8.998   | 0,90%      | Muqui                   | Espírito Santo     |
| 13213   | Brice Bragato               | PT      | 8.797   | 0,88%      | Conceição do Castelo    | Espírito Santo     |
| 40111   | José Luiz Balestrero        | PSB     | 8.719   | 0,88%      | Viana                   | Espírito Santo     |
| 25122   | Benedito Enéas Muqui        | PFL     | 8.368   | 0,84%      | Cachoeiro de Itapemirim | Espírito Santo     |
| 15113   | Nasser Youssef Nasr         | PMDB    | 8.330   | 0,84%      | Nilópolis               | Rio de Janeiro     |
| 15110   | Sávio Martins               | PMDB    | 8.240   | 0,83%      | Jaguaré                 | Espírito Santo     |
| 15124   | Fernando Resende            | PMDB    | 8.122   | 0,82%      | Miracema                | Rio de Janeiro     |
| 45222   | Fátima Couzi                | PSDB    | 7.951   | 0,80%      | Guaçuí                  | Espírito Santo     |
| 22122   | José Gotardo Spadeto        | PL      | 7.283   | 0,73%      | Cariacica               | Espírito Santo     |
| 13133   | José Otávio Baioco          | PT      | 6.591   | 0,66%      | Linhares                | Espírito Santo     |
| 13220   | José Alves Neto             | PT      | 6.415   | 0,64%      | Guarapari               | Espírito Santo     |
| Fontes: |                             |         |         |            |                         |                    |